# Tallbergstjärnen (Lycksele socken, Lappland, 718777-164670)
Tallbergstjärnen är en sjö i Lycksele kommun i Lappland och ingår i Umeälvens huvudavrinningsområde.